# Dainik Jagran
Dainik Jagran, en hindi : दैनिक जागरण, est un quotidien indien de langue hindie. 